# Xã Warwick, Quận Benson, Bắc Dakota
Xã Warwick (tiếng Anh: Warwick Township) là một xã thuộc quận Benson, tiểu bang Bắc Dakota, Hoa Kỳ. Năm 2010, dân số của xã này là 64 người.